# パトニー討論
パトニー討論（ぱとにーとうろん、英：Putney Debates）とは、清教徒革命（イングランド内戦）の時期である1647年10月28日から行われた、イングランドの政治をどうすべきかを話し合った会議である。会場になったロンドン南西郊外パトニー教会（聖メアリー教会）から名付けられた。

## 経過
第一次イングランド内戦で王党派を撃破した後の議会派は長老派と独立派が分裂して抗争を始め、ニューモデル軍でも独立派と平等派が対立した。長老派が牛耳る長期議会は軍解体と独立派追放を企てていたため独立派と平等派が利害一致で何とかまとまり、ロンドンへ進軍し議会を威嚇したが、政治改革で再び分裂し独立派の建議要目、平等派の人民協定を審議にかけた軍会議がパトニーで開かれた。出席者は独立派からオリバー・クロムウェルが議長（本来議長になるはずだったトーマス・フェアファクスは病気で欠席）、ヘンリー・アイアトンが論客に選ばれ、平等派からはジョン・ワイルドマン、トマス・レインバラ、エドワード・セクスビーといった面々が出席した。また、兵士代表としてアジテーターと呼ばれる各連隊から2名ずつ選出された委員も会議に出席した。
テーマはイングランドの政治構想を話し合い、平等派は人民協定の草案を議場に提出、王政と上院廃止、自然権に基づく国民主権、選挙区改正と普通選挙実施など共和制を理想にした急進的改革を主張した。これに対しクロムウェルは結果を考えず目的にこだわる姿勢に憤慨、いたずらに混乱をもたらすだけと反対、共和制がイングランドに合うかどうか疑問を呈し、社会の分裂を招く恐れがあると憂いた。建議要目の作成者アイアトンもクロムウェルと同じ考えから主張に一部共感しつつも反対、選挙は財産に応じて分配する制限選挙を提案した。
独立派は有産階級（ジェントリ）の立場から持つ者、平等派は平民出身のグループから持たざる者に分かれ、それぞれの事情から穏健派・急進派となり討論を交わしていた。この状況では論争は平行線を辿るばかりで、討論中クロムウェルは穏健派で現実主義者としての観点から度々妥協案を提示したり（普通選挙は駄目でも選挙権拡張は賛成しヨーマンにも適用することを提案）、平等派の主張に一部修正を試み（王政・上院廃止は反対だが、大幅な権力制限は賛成）、互いに議論を尽くし平等派が自由について考え直すことを期待したが、彼等はあくまで人民協定実現を掲げ、全軍集会開催まで唱えたため、上下関係に基づく軍の団結を重視しかつ非政治化を考えるクロムウェルはこれが下剋上や軍の分裂をもたらすことを恐れて反対、11月8日に会議の一時停止（事実上の散会）を命令した。兵士達は上官への忠誠の誓いを求められ、アジテーターたちもそれぞれ所属連隊へ戻された。
そうこうするうちに、第一次内戦に敗れ軟禁中のチャールズ1世が10日にワイト島へ脱出、彼と気脈を通じたスコットランドがイングランドへ侵攻し第二次イングランド内戦が勃発すると、15日に独立派が開いた全軍集会で平等派に扇動された兵士達が行進し軍は分裂寸前の状態になった。クロムウェルは素早く事態を収拾させ扇動者を処刑、改めて兵士の忠誠を取り付け秩序を回復、辛うじて分裂を回避させた。肝心の軍と議会の関係は不穏なままで平等派と独立派も対立を解消していなかったが、スコットランドとの戦争を前にそれぞれの対立は棚上げされ、クロムウェルはフェアファクスと共にスコットランド軍の迎撃に向かった。